# Ар-Мен
Маяк Ар-Мен (фр. Le phare d'Ar-Men, в перев. с брет.  «скала») — маяк на береговом рифе острова Сен во французской Бретани. Получил своё название от одноимённой скалы, на которой он был сооружён в период с 1867 по 1881 год. Маяк широко известен благодаря своей изолированности и трудностям, возникшим при его строительстве, а также сложностям, связанным с эвакуацией персонала с маяка. В сообществе хранителей маяков считается одним из самых сложных мест работы, за что получил прозвище «Ад адо́в».
В конце 1980-х годов был электрифицирован и оснащён галогенной лампой мощностью 250 Вт. Был автоматизирован одним из первых, и с 10 апреля 1990 года работает полностью в автоматическом режиме.
С 2017 года входит в число исторических памятников Франции.

## Строительство

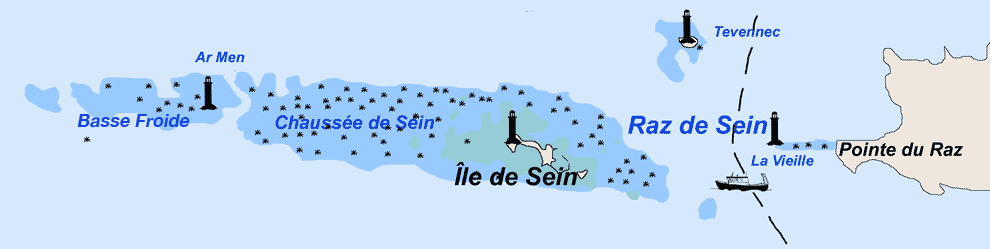
Участок акватории в районе острова Сен и маяка Ар-Мен

### Предпосылки к строительству
Историю маяка Ар-Мен можно начать с трагического события, произошедшего в ночь с 23 на 24 сентября 1859 года — с кораблекрушения фрегата «Сане» (фр. Sané) французского императорского флота на скалах рифа Сен. Эта область рифа, хорошо известная морякам своей опасностью, простирается почти на 13 морских миль (24 км) к западу от острова Сен. В то время данный участок не был никак размечен за исключением пролива Ра-де-Сен, находящегося в створе двух маяков, построенных в 1825 году. Но эти маяки указывали только направление фарватера, кроме того в плохую погоду мощности их ламп не хватало.
Возмущения и протесты от адмиралов флота, последовавшие сразу после кораблекрушения, стали последней каплей, убедившей Комиссию по маякам при Департаменте общественных работ в необходимости сооружения маяка на западном конце рифа. Установка плавучего маяка в этом месте была невозможна из-за сильных волнений на море и слишком большой глубины (более 70 метров). Это стало прямой предпосылкой для строительства маяка, над проектом которого начинают работать инженеры комиссии.

### Проект строительства
Поиск подходящей площадки для строительства начинается в 1860 году. На западном конце Центрального рифа расположены три скалы, одна из которых носит имя Ар-Мен. Тем не менее ни одна из этих скал не выступает достаточно над водой, так чтобы на этих скалах можно было что-либо построить. Скала Ар-Мен теоретически была хорошим основанием для строительства (её площадь составляет 105 м²), но она возвышается над водой всего на 4,2 м, и то только во время отлива, так что строить на ней невозможно.
На следующий год в период больших приливов весеннего равноденствия начинается новая кампания по поисковым работам в районе фарватера. Но команда инженеров, отправившихся в плавание на борту судна «Суфлёр» (фр. Souffleur), возвращается из всех трёх совершённых от острова Сен рейсов с «пустыми руками» и с твёрдым убеждением, что «строительство базы на рифе Сен — это колоссальный проект, выполнение которого сопряжено с беспрецедентными трудностями и требует огромных затрат, исчисляемых миллионами, так что администрация не в состоянии его поддержать».
Несмотря на яркие эпитеты, использованные в этом докладе, Комиссия по маякам не желает окончательно отказываться от проекта. Производятся новые разведывательные операции, и, наконец, путём последовательного исключения, инженеры, участвующие в исследованиях, приходят к выводу о том, что выбор скалы Ар-Мен в качестве места строительства представляется наименее плохим вариантом.

## Технические характеристики

### Архитектура
Маяк представляет собой каменное здание башенного типа конической формы, окрашенное в белый цвет в верхней своей части, и в чёрный — в нижней. Стены здания представляют собой каменную кладку из песчаника и гранита. Имеет два небольших пристроя — с восточной и северо-восточной сторон. Маяк установлен на искусственном основании неправильной формы из каменной кладки. В верхней части башня увенчана фонарём, имеющим защитное остекление и круговой карниз с металлическим парапетом. Крыша фонаря цинковая. Доступ персонала к фонарю осуществляется по винтовой лестнице.
- Высота над уровнем моря: 32,3 м[2]
- Габаритные размеры: 37 м

### Источник света
- с 1 октября 1897 года — дизельное топливо (производится неподалёку, на острове Иль-де-Сен).
- с 1903 года — пары́ нефти.
- 1988 год — электрификация маяка (галогенные лампы по 250 Вт).
- 1990 год — автоматизация маяка, исчезает необходимость в присутствии персонала.

### Сигналы маяка
В настоящее время маяк Ар-Мен посылает следующие сигналы:
- Световой — три белых вспышки каждые 20 секунд.
- Звуковой — три гудка каждые 60 секунд.

Для генерации звукового сигнала используется вибратор ELAC-ELAU 2200.

## Маяк в массовой культуре
Маяку посвящена песня группы The Dartz - "Баллада маяка Ар-Мен"  из альбома "Proxima Parada" (2009).